# Virale vector
Een virale vector is een virus dat wordt gebruikt als vervoermiddel om genetisch materiaal cellen in te brengen. Virale vectoren worden gebruikt bij de experimenten met gentherapie en bij virale-vectorvaccins. Virussen die, na bewerking, worden gebruikt als virale vectoren zijn bijvoorbeeld adenovirussen, aan adeno-geassocieerde virussen en retrovirussen.